# Ensemble Amarcord
Das Ensemble Amarcord (Eigenschreibweise: amarcord) ist ein Vokalensemble aus Leipzig.

## Geschichte
Das Ensemble wurde im November 1992 von drei ehemaligen und drei aktiven Mitgliedern des Thomanerchores gegründet. Seinen ersten nichtöffentlichen Auftritt hatte es am 12. Dezember 1992 im damaligen Gästehaus am Park in Leipzig. Das erste Konzert fand am 18. April 1993 in Kohren-Sahlis statt, das 1000. im April 2009.
Unter dem Namen Amarcord (bedeutet „Ich erinnere mich“ im Dialekt der Emilia-Romagna) trat das Ensemble erstmals im Oktober 1993 auf.
Aus der Idee heraus, ihr fünfjähriges Bestehen zusammen mit anderen Sängern zu feiern, initiierten die Musiker 1997 das Internationale Festival für Vokalmusik „a cappella“, das sich unter der künstlerischen Leitung der Gruppe zu einem der wichtigsten Festivals seiner Art entwickelt hat.
Konzerttourneen führten die Sänger mittlerweile in über 50 Länder auf allen Kontinenten der Erde.

## Repertoire
Das Repertoire umfasst Gesänge des Mittelalters, Madrigale und Messen der Renaissance, Kompositionen und Werkzyklen der europäischen Romantik und des 20. Jahrhunderts sowie A-cappella-Arrangements weltweit gesammelter Volkslieder und bekannter Songs aus Rock, Pop, Soul und Jazz.

## Auszeichnungen
Die Arbeit des Ensembles wurde mit zahlreichen nationalen und internationalen Auszeichnungen gewürdigt. Amarcord erhielt Preise bei den Musikwettbewerben im spanischen Tolosa (2. Preis, 1995), im finnischen Tampere (joint 3. Preis 1999) sowie bei der 1. Chorolympiade im österreichischen Linz (2000). Im Jahr 2000 wurden die Sänger in die Bundesauswahl Konzerte Junger Künstler des Deutschen Musikrates aufgenommen und erhielten ein Stipendium. 2002 gewann man den Deutschen Musikwettbewerb, 2004 den Preis der Festspiele Mecklenburg-Vorpommern.
In den Jahren 2002 und 2006 erhielt amarcord den Contemporary A Cappella Recording Award (CARA) jeweils in den Kategorien „Best classical Album“ und „Best classical song“, das Album „Rastlose Liebe – ein Spaziergang durch das romantische Leipzig“ errang die Auszeichnung Best classical Album im Jahr 2010. Dasselbe Album wurde zudem mit dem ECHO Klassik 2010 in der Kategorie Chorwerk-Einspielung des Jahres – Chor/Ensemblemusik 18./19. Jahrhundert und dem luxemburgischen Supersonic Award (Pizzicato) ausgezeichnet, sowie Anfang 2010 für den MIDEM Classical Award, den wichtigsten Preis der europäischen Schallplattenkritik, nominiert. 2012 erhielt das Ensemble einen weiteren ECHO Klassik in der Kategorie Ensemble des Jahres – Vokalmusik für das Album Das Lieben bringt groß’ Freud!
Einen Opus Klassik in der Sparte „Chorwerkeinspielung“ erhielt amarcord 2019 zusammen mit dem Calmus Ensemble Leipzig für ihre gemeinsame Einspielung Leipziger Disputation, u. a. mit der zwölfstimmigen Messe von Antoine Brumel, die 1519 anlässlich der Leipziger Disputation erklungen sein soll.

## Diskografie (Auswahl)
- Insalata a cappella (Querstand; 1997)
- In adventu Domini (Raumklang; 2001)
- Hear the voice. Werke von u. a. Poulenc, Milhaud, Byrd, Orff, Cornelius (Raumklang; 2001)
- And so it goes. (Raumklang; 2002)
- Ensemble Amarcord. Werke von u. a. Elgar, Fischer, Grieg, Poulenc, Bach  (Ars Musici; 2003)
- Pierre de la Rue. Incessament (Raumklang; 2005)
- Nun komm der Heiden Heiland. Werke von u. a. Ambrosius von Mailand, Eccard,  Praetorius, Hildegard von Bingen (Raumklang/Deutschlandfunk Kultur; 2005)
- Vita S. Elisabeth. Mit Ensemble Ioculatores, Ars Choralis Coeln (2006)
- The Book of Madrigals. Weltliche Vokalmusik der europäischen Renaissance von u. a. Dowland, Desprez, Banchieri, Senfl. Mit Michael  Metzler, Percussion (Raumklang; 2007)
- Album français. Werke von u. a. Poulenc, Rossini, Milhaud, Saint-Saëns (Raumklang; 2008)
- Rastlose Liebe (Raumklang; 2009)
- Johann Sebastian Bach: Markus-Passion BWV 247. Mit Dominique Horwitz, Kölner Akademie, Dirigent: Michael Alexander Willens (Carus; 2010)
- Von den letzten Dingen. Barocke Trauermusiken aus Mitteldeutschland. Mit der Cappella Sagittariana Dresden (Raumklang; 2010)
- Historia de Compassione Mariae. Marian Office, Hamburg, 15th Century (cpo; 2010)
- Das Lieben bringt groß Freud! Werke von Friedrich Silcher, Max Reger, Moritz Kässmeyer. Mit dem Leipziger Streichquartett (MDG; 2011)
- Jauchzet dem Herren alle Welt. Schütz und Italien – Schütz und die Italiener. Mit Ina Siedlaczek, Angelika Lenter (Sopran), Achim Kleinlein (Tenor), Cappella Sagittariana Dresden, Dirigent: Norbert Schuster (Raumklang; 2011)
- Franz Liszt: Années de Pèlerinage. Mit Werken von Carlo Gesualdo, Luca Marenzio. Mit Ragna Schirmer, Klavier (Berlin Classics; 2011)
- Coming Home for Christmas (Raumklang; 2011)
- Zu S. Thomas. Zwei Gregorianische Messen aus dem Thomas Graduale Thomaskirche Leipzig um 1300 (Edition Raumklang; 2012)
- Johann Sebastian Bach: Die Motetten. Mit der Lautten Compagney, Wolfgang Katschner (Deutsche Harmonia Mundi/Sony Music; 2012)
- Folks & Tales (Raumklang; 2013)
- Claudio Monteverdi: Marienvesper. Mit der Lautten Compagney; Wolfgang Katschner (Carus; 2014)
- Armarium. Geistliche Vokalmusik aus dem Notenschrank der Thomaner. Werke von u. a. Sethus Calvisius, Heinrich Schütz, Orlando di Lasso (Raumklang; 2015)
- Wald.Horn.Lied. Musik für Männerstimmen und Hörner von Franz Schubert, Robert Schumann, Karl Goldmark u. a. Mit german hornsound (GENUIN; 2016)[5]
- Schubert. Werke von Franz Schubert. Mit Eric Schneider, Klavier (Raumklang; 2016)
- Leipziger Disputation. Werke von Antoine Brumel, Johann Walter, Nicolas Gombert u. a. Mit Anna Kellnhofer, Isabel Schicketanz, Calmus Ensemble (Carus; 2019)
- Weihnacht (Raumklang; 2019)

## DVDs
- Sounds like Christmas (2004)
- amarcord – Ein EnsembleLeben (Film von Christoph Scholz; 2010)
- amarcord – The Book of Madrigals (2014)